# Lyrocteis
Famille
Genre
Lyrocteis est un genre de cténophores benthiques, le seul de la famille des Lyroctenidae. 

## Morphologie
Ce sont d'assez gros cténophores benthiques (jusqu'à 15 cm) en forme de lyre. Ils sont pourvus d'un corps basal et de deux excroissances courbes, d'où partent les filaments pêcheurs dont ils se servent pour capturer leur nourriture planctonique. 

## Liste des espèces
Selon World Register of Marine Species (25 janvier 2016) :
- Lyrocteis flavopallidus Robilliard & Dayton, 1972 -- Antarctique
- Lyrocteis imperatoris Komai, 1941 -- Pacifique tropical ouest